# Beginerå
Beginerå är nedersta rån på ett fullriggat fartygs aktersta mast.
Segel förs vanligen inte under beginerån. Ibland kallas bredfocksrån på skonerter även beginerå.